# Toropi
Toropi é um município brasileiro do estado do Rio Grande do Sul.

## História
O nome do município de Toropi tem origem no rio homônimo que atravessa seu território. Segundo o naturalista francês Auguste de Saint-Hilaire, que percorreu a região em 1821, o termo Toropi deriva do guarani e significa "rio dos couros de touro", em referência às pelotas de couro utilizadas pelos indígenas para atravessar cursos d'água. Outra interpretação, proposta por Souza Docca, sugere que o nome signifique "rio dos cascos de tatu".
A colonização européia na região teve início ainda na segunda metade do século XIX, com a chegada de famílias de imigrantes alemães. Toropi permaneceu como distrito de São Pedro do Sul até sua emancipação político-administrativa.

## Geografia
Toropi fica a 60 km de Santa Maria, em plena região central do Rio Grande do Sul. Limita-se ao norte com Jari; ao sul, com São Pedro do Sul; a leste, com Quevedos; e a oeste, com Mata. Atualmente, possui uma área de 203,5 km² e uma população de 3.196 habitantes.
Localiza-se a uma latitude 29º28'42" sul e a uma longitude 54º13'41" oeste, estando a uma altitude de 133 metros. Sua população estimada em 2009 era de 3.138 habitantes. Sua área é de 202,98 km², representando 0,0755% do estado.
Além da sede do município, há também o distrito de Linha Bonita, que tem cerca de 1.400 habitantes e está situado na região norte do município .